# 815
815 је била проста година.

## Догађаји
- Википедија:Непознат датум — Владавина династије Абасида у Багдаду.

- Византијско-бугарски споразум: Цар Лав V Јерменин потписује 30-годишњи мировни споразум у Цариграду са Омуртагом, владаром (каном) Бугарског царства. Родопске планине поново постају византијска граница, а Лав враћа изгубљене градове на Црном мору, након што су их Бугари срушили.
- Краљ Егберт од Весекса пустоши територије преосталог британског краљевства Думнонија, познатог као Западни Велс (Корнвол).
- Јапански цар Сага је први владар који је пио чај (према легенди), који су монаси увезли из Кине. Виша класа усваја ово пиће у медицинске сврхе.
- 13. јул – Ву Јуанхенг, кинески канцелар династије Танг, убијен је од стране убица ратног заповедника Ву Јуанђија у Чангану.
- Цариградски сабор: Сабор који је предводио патријарх Теодот I, у Светој Софији, поново успоставља иконоборство.